# Bimende Saduakasow
Bimende Saduakasow (kaz. Бименде Садуақасов, ros. Бименде Садвакасов, ur. 9 maja 1915 w obwodzie akmolińskim, zm. 29 września 1983) – polityk Kazachskiej SRR.

## Życiorys
W 1938 ukończył Kazachski Instytut Rolniczy, 1938-1940 był kolejno instruktorem, kierownikiem sektora i kierownikiem wydziału KC Komsomołu Kazachstanu. Od 1939 należał do WKP(b), 1940-1946 służył w Armii Czerwonej, potem był instruktorem KC Komunistycznej Partii (bolszewików) Kazachstanu, następnie do 1949 kierownikiem sektora KC KP(b)K. W latach 1949–1954 był szefem Zarządu Ministerstwa Gospodarki Rolnej Kazachskiej SRR i zastępcą ministra gospodarki rolnej Kazachskiej SRR, 1954-1957 kierownikiem Wydziału Rolnego Komitetu Obwodowego KPK w Karagandzie, 1957-1958 zastępcą kierownika Wydziału Gospodarki Rolnej KC KPK, a 1958-1960 instruktorem KC KPZR. Od 1960 był II sekretarzem Południowokazachstańskiego Komitetu Obwodowego KPK, potem do grudnia 1964 sekretarzem Południowokazachstańskiego Krajowego Komitetu KPK, od grudnia 1964 do 1965 przewodniczącym Komitetu Wykonawczego Szymkenckiej Rady Obwodowej, a od 1965 do kwietnia 1970 I sekretarzem Komitetu Obwodowego KPK w Dżambule (obecnie Taraz). Od kwietnia 1970 do 1972 był I sekretarzem Komitetu Obwodowego KPK w Tałdykorganie, następnie przeszedł na emeryturę. Był deputowanym do Rady Najwyższej ZSRR 8 kadencji. Został odznaczony Orderem Lenina i dwoma Orderami Czerwonego Sztandaru Pracy.